# ورزش فکری
ورزش فکری عبارت از فعالیتی است که در جهت به کارانداختن مغز به‌منظور گسترش فکر و سرگرمی مورد استفاده قرار می‌گیرد. ورزش‌های فکری در جهان امروزی بسیار بااهمیت بوده و بیش از صدها نوع از آن‌ها در سرتاسر دنیا وجود دارند. جهان پیشرفته برای کودکان، نوجوانان، جوانان، کهن‌سالان، معلولین و از کار افتادگان و جانوران انواع گوناگونی ورزش‌های فکری الکترونیکی و غیرالکترونیکی روی شیشه، کاغذ، چوب و غیره‌ را اختراع نموده‌اند.